# Only Built 4 Cuban Linx… Pt. II
Only Built 4 Cuban Linx… Pt. II – czwarty studyjny album amerykańskiego rapera Raekwona, członka Wu-Tang Clan, wydany 8 września 2009 roku nakładem wytwórni Ice H2O Records. Album jest kontynuacją wydanego w 1995 roku Only Built 4 Cuban Linx….
Płyta zadebiutowała na 4 miejscu Billboard 200 i na 2 miejscu według Top R&B/Hip-Hop Albums, sprzedając się w pierwszym tygodniu blisko w 68 000 egzemplarzy. Magazyn Rolling Stone uplasował album na dwudziestym piątym miejscu według listy 25 najlepszych albumów 2009 roku, natomiast tygodnik Time na 7 miejscu najlepszych albumów 2009 roku. Popularny norweski dziennik Dagbladet nazwał go 9 Najlepszym światowym albumem 2009 roku. Album sprzedał się w ilości 169.000 egzemplarzy.
W nagraniach prócz członków Wu-Tang Clan z wyjątkiem U-Goda udział wzięli m.in. Slick Rick, Busta Rhymes czy Sugar Bang Bang. W sierpniu 2010 roku ukazała się złota edycja albumu pod nazwą Gold Edition of Only Built 4 Cuban Linx… Pt. II, która zawiera sześć nowych utworów i DVD z klipami do wszystkich nakręconych teledysków.

## Lista utworów
Informacje o utworach pochodzą ze strony discogs.com
| #                                    | Tytuł                                                                               | Producent            | Sample | Czas |
| ------------------------------------ | ----------------------------------------------------------------------------------- | -------------------- | --- | ---- |
| 1                                    | „Return of the North Star” (feat. Popa Wu)                                          | BT                   | - „North Star” w wykonaniu Raekwona - „Have Mercy” w wykonaniu Raekwona - „Mellow Mood Part I” w wykonaniu Barry’ego White’a | 2:39 |
| 2                                    | „House of Flying Daggers” (feat. Inspectah Deck, Ghostface Killah, Method Man, GZA) | J Dilla              | - „Eleanor Rigby” w wykonaniu Four Tops - Louis Clark - „Brute” - Wu-Tang Clan – „Clan In Da Front”                          | 3:51 |
| 3                                    | „Sonny's Missing”                                                                   | Pete Rock            | - Dialogi z filmu The Killer - „Exercise Run” skomponowane przez Coleridge-Taylor Perkinson'a                                | 2:28 |
| 4                                    | „Pyrex Vision”                                                                      | Marley Marl          | - „Changing Face” w wykonaniu J.J. Band                                                                                      | 0:54 |
| 5                                    | „Cold Outside” (feat. Ghostface Killah, Suga Bang Bang)                             | Icewater Productions | | 4:40 |
| 6                                    | „Black Mozart” (feat. Inspectah Deck, RZA, Tash Mahogany)                           | RZA                  | - Theme from The Godfather” w wykonaniu The Professionals                                                                    | 3:24 |
| 7                                    | „Gihad” (feat. Ghostface Killah)                                                    | Necro                | | 2:57 |
| 8                                    | „New Wu” (feat. Ghostface Killah, Method Man)                                       | RZA                  | - „I've Changed” w wykonaniu The Magictones                                                                                  | 3:50 |
| 9                                    | „Penitentiary” (feat. Ghostface Killah)                                             | BT                   | - Hit or Miss” w wykonaniu Odetta                                                                                            | 2:35 |
| 10                                   | „Baggin Crack”                                                                      | Erick Sermon         | | 1:58 |
| 11                                   | „Surgical Gloves”                                                                   | The Alchemist        | - „Castle Walls” w wykonaniu Styx                                                                                            | 3:24 |
| 12                                   | „Broken Safety” (feat. Jadakiss, Styles P)                                          | Scram Jones          | | 2:45 |
| 13                                   | „Canal Street”                                                                      | Icewater Productions | - „Stop! in the Name of Love” w wykonaniu Margie Joseph                                                                      | 3:37 |
| 14                                   | „Ason Jones”                                                                        | J Dilla              | - „You Are Just A Living Doll” w wykonaniu J.J. Barnesa                                                                      | 3:06 |
| 15                                   | „Have Mercy” (feat. Beanie Sigel, Blue Raspberry)                                   | Icewater Productions | - „Have Mercy On Me” w wykonaniu The East St. Louis Gospelettes                                                              | 3:51 |
| 16                                   | „10 Bricks” (feat. Cappadonna, Ghostface Killah)                                    | J Dilla              | - „War of the Gods” w wykonnaiu Billy’ego Paula - „You Got the Love I Need” w wykonaniu Smokey Robinson & The Miracles       | 3:16 |
| 17                                   | „Fat Lady Sings”                                                                    | True Master          | - „If This World Were Mine” w wykonaniu Zulema                                                                               | 2:17 |
| 18                                   | „Catalina” (feat. Lyfe Jennings)                                                    | Dr. Dre, Mark Batson | - Dialogi z filmu The Killer                                                                                                 | 3:28 |
| 19                                   | „We Will Rob You” (feat. GZA, Masta Killa, Slick Rick)                              | Allah Justice        | - „Across 110th Street” w wykonaniu Bobby’ego Womacka - „Hard Times” w wykonaniu Baby Hueya                                  | 3:15 |
| 20                                   | „About Me” (feat. Busta Rhymes)                                                     | Dr. Dre, Mark Batson | | 3:59 |
| 21                                   | „Mean Streets” (feat. Inspectah Deck, Ghostface Killah, Suga Bang Bang)             | Mathematics          | - „The Door to Your Heart” w wykonaniu The Dramatics                                                                         | 4:29 |
| 22                                   | „Kiss the Ring” (feat. Inspectah Deck, Masta Killa)                                 | Scram Jones          | - „New Wu” w wykonaniu Raekwona - „Goodbye Yellow Brick Road” w wykonaniu Eltona Johna                                       | 4:09 |
| Dodatkowe utwory (wersja Europejska) |                                                                                     |                      | |      |
| 23                                   | „Walk Wit Me”                                                                       | Scram Jones          | - „Guillotine (Swordz)” w wykonaniu Raekwona                                                                                 | 4:18 |
| 24                                   | „The Badlands” (feat. Ghostface Killah)                                             | BT                   | | 2:30 |
| Gold Deluxe/iTunes (złota edycja)    |                                                                                     |                      | |      |
| 25                                   | „About Me (Original)” (feat. The Game)                                              | Dr. Dre, Mark Batson | | 4:16 |
| 26                                   | „New Wu (Remix)” (feat. Ghostface Killah, Method Man)                               | BT                   | - „Daytona 500” w wykonaniu Ghostface Killah                                                                                 | 3:59 |
| 27                                   | „Broken Safety (Remix)” (feat. Styles P, Jadakiss                                   | BT                   | | 2:37 |
| 28                                   | „Penitentiary (Travis Barker Mix)” (feat. Ghostface Killah)                         | Travis Barker        | | 2:37 |
| 29                                   | „Never Used To Matter” (feat. Bun B)                                                | Scram Jones          | | 2:33 |
| 30                                   | „Rockstars” (feat. Inspectah Deck, GZA, Thea van Seijen, Stone Mecca)               | RZA                  | - The Woman Don't Live Here No More” w wykonaniu Otisa Claya                                                                 | 4:13 |

## Notowania
| Rok  | Album                           | Notowanie | Notowanie | Notowanie |
| Rok  | Album                           | USA 200   | USA R&B   | USA Rap   |
| ---- | ------------------------------- | --------- | --------- | --------- |
| 2009 | Only Built 4 Cuban Linx… Pt. II | 4         | 2         | 2         |